# Fourches
Fourches település Franciaországban, Calvados megyében. Lakosainak száma 217 fő (2022. január 1.). Fourches Crocy, Pertheville-Ners, Vignats és Merri községekkel határos.

## Népesség
A település népességének változása:
| Lakosok száma | 170  | 166  | 147  | 158  | 226  | 225  | 231  | 224  | 220  | 217  |
|               | 1968 | 1982 | 1990 | 2006 | 2013 | 2015 | 2017 | 2019 | 2020 | 2022 |